# 陳炳銓
陳炳銓（英語：Danny Chan，1981年6月25日—），前香港ViuTV電視主持人兼旁白。曾任now TV主持人，亦是舞台劇演員，並曾參與電影演出。2004年於加拿大麥科文大學畢業，主修舞台製作，畢業後返港參與舞台製作及演出，2010年參演now TV廣告後後開始任電視節目主持。
2015年起，陳炳銓與無綫藝人李佳芯交往。兩人感情以往穩定，但最後於2020年末已分手。
2020年4月，陳炳銓未有跟ViuTV續約而恢復自由身，現偶爾為ViuTV節目旁白。

## 演出

### 電視節目
ViuTV
- 2016年：《快樂童盟》
- 2016年：《暗中旅行》
- 2016年：《呃Like旅行團》
- 2016年：《即日上映》
- 2017年：《譚校長·談欣賞》（第7集演出）
- 2017年：《突擊旅行團》
- 2018年：《全港的》
- 2018年：《Good Night Show 全民星戰》（參賽者）
- 2018年：《Good Night Show 廣告女皇》（製片）
- 2020年：《鼠年行運要點相》（第2集嘉賓）
- 2020年：《點相 III 先機算》（現場觀眾）
- 2021年：《嫌疑事件簿》（第1－3集演出）

now TV
- 《福兔臨門》
- 《now周記》
- 《102觀星總部》
- 《山步．行》

### 電視劇
ViuTV
- 2016年：《三一如三》 飾演 阿祖（第21集）
- 2017年：《詭探》 飾演 文師父（第7集）
- 2017年：《前度》 飾演 餐廳情侶（第11集）
- 2017年：《賤民20》 飾演 X
- 2018年：《Plan B》 飾演 朗朗
- 2019年：《娛樂風雲》 飾演 周克衛
- 2019年：《理想國—千針百孔》 飾演 阿誠
- 2020年：《暖男爸爸》飾演 常勇武
- 2024年：《出租大叔》飾演 Brian

霍士
- 2019年：《心冤》 飾演 陳學聰

### 電視節目旁白
ViuTV
- 《東京十人》（外購節目）
- 《慳D啦 Honey》
- 《Come On Baby》
- 《脫獨工程》
- 《對不起 標籤你》
- 《對不起 標籤你 II》
- 《小煮角（第一至四季）》
- 《Good Night Show Mirror Go》
- 《Mirror Go》
- 《中佬唔易做》
- 《家多咗個PET》
- 《克服他她它》
- 《神的女主角》
- 《聲控鬥室》
- 《瘋火與膠七》

### 電影
- 《大搜查之女》
- 《八星抱喜》 飾 頭盔工友
- 《第七謊言》 飾 兄弟團
- 《大樂師·為愛配樂》 飾 野人首領
- 《廉政風雲 煙幕》 飾 Urber司機